# Pierre Nunzi
 (mars 2015).
Si vous disposez d'ouvrages ou d'articles de référence ou si vous connaissez des sites web de qualité traitant du thème abordé ici, merci de compléter l'article en donnant les références utiles à sa vérifiabilité et en les liant à la section « Notes et références ».
Pierre Nunzi (né en 1943) est un comédien français.

## Carrière

### Télévision
Pour la télévision il a joué en 1965 le rôle de Julien dans le feuilleton 22, avenue de la Victoire, suivi par Quand la liberté venait du ciel (1967) et Jacquou le Croquant ou il a joué le fils de Claude Cerval, le jeune comte de Nansac.
Il a également joué le comte de Lauzun aux côtès de Claude Jade dans Le Château perdu (1973).

### Théâtre
Sur les planches on voir Pierre Nunzi dans les années 1960 entre autres dans L'Aiglon d'Edmond Rostand sous la mise-en-scène de Jacques Sereys et dans La situation est grave mais pas désespérée.

### Cinéma
Au cinéma il apparaît dans le rôle principal dans Les Dieux en colère (1970) et dans le rôle du vendeur dans L'Amour l'après-midi (1972).
Il a également eu des petits rôles dans France société anonyme (1974) d'Alain Corneau et deux films de Joël Santoni, Les Yeux fermés (1974) et Les Œufs brouillés (1977).